# Nandayure (tổng)
Nandayure là một tổng trong tỉnh Guanacaste, Costa Rica. Tổng này có diện tích 565,59 km², dân số năm 2008 là 11185 người..